# Мулан (Дісней)
Мулан — вигадана персонажка, натхненна легендарною фігурою Хуа Мулань, яка з'являється у 36-му повнометражному анімаційному фільмі Walt Disney Pictures «Мулан» (1998). Єдина дитина старіючого ветерана війни, Мулан нехтує традиціями і законом, переодягаючись чоловіком, щоб записатися в армію замість свого слабкого батька. Її озвучила акторка Мінг-На Вен, а співачка Леа Салонга — виконала вокальні партії. Автором персонажки є Роберт Д. Сан Соучі.
Спочатку Дісней уявляв Мулан як пригноблену молоду китаянку, яка зрештою втікає до Європи, щоб бути поруч з британським принцом. Однак режисер Тоні Бенкрофт, який надихався власними дочками, хотів, щоб Мулан була іншою, унікальною героїнею Діснея – сильною і незалежною, чия доля не залежить від чоловічого персонажа. Таким чином, стосунки між Мулан і капітаном Лі Шаном були віднесені до другорядного сюжету, тоді як хоробрість і сила Мулан були підкреслені, так вона залишилася героїнею власної історії. Вона стала восьмою принцесою Діснея і першою, яка не народилася від королівської особи чи одружилася з принцом. Вона також стала першою принцесою азійського походження. Вона є останньою принцесою Діснея, яка була створена в епоху Відродження Діснея. Аніматором Мулан був Марк Генн, який свідомо розробив персонажку так, щоб вона виглядала менш жіночною, ніж її попередниці.
Сприйняття особистості Мулан було загалом позитивним, критика відзначала її хоробрість і героїзм. Однак її романтичні стосунки з Шаном звинувачують у компромісі героїзму Мулан. І Вен, і Салонга були нагороджені «Легендою Діснея» за внесок у цю роль. Іфей Лю зіграв роль персонажа в екранізації оригінального фільму 1998 року під назвою Хуа Мулан 2020 року.

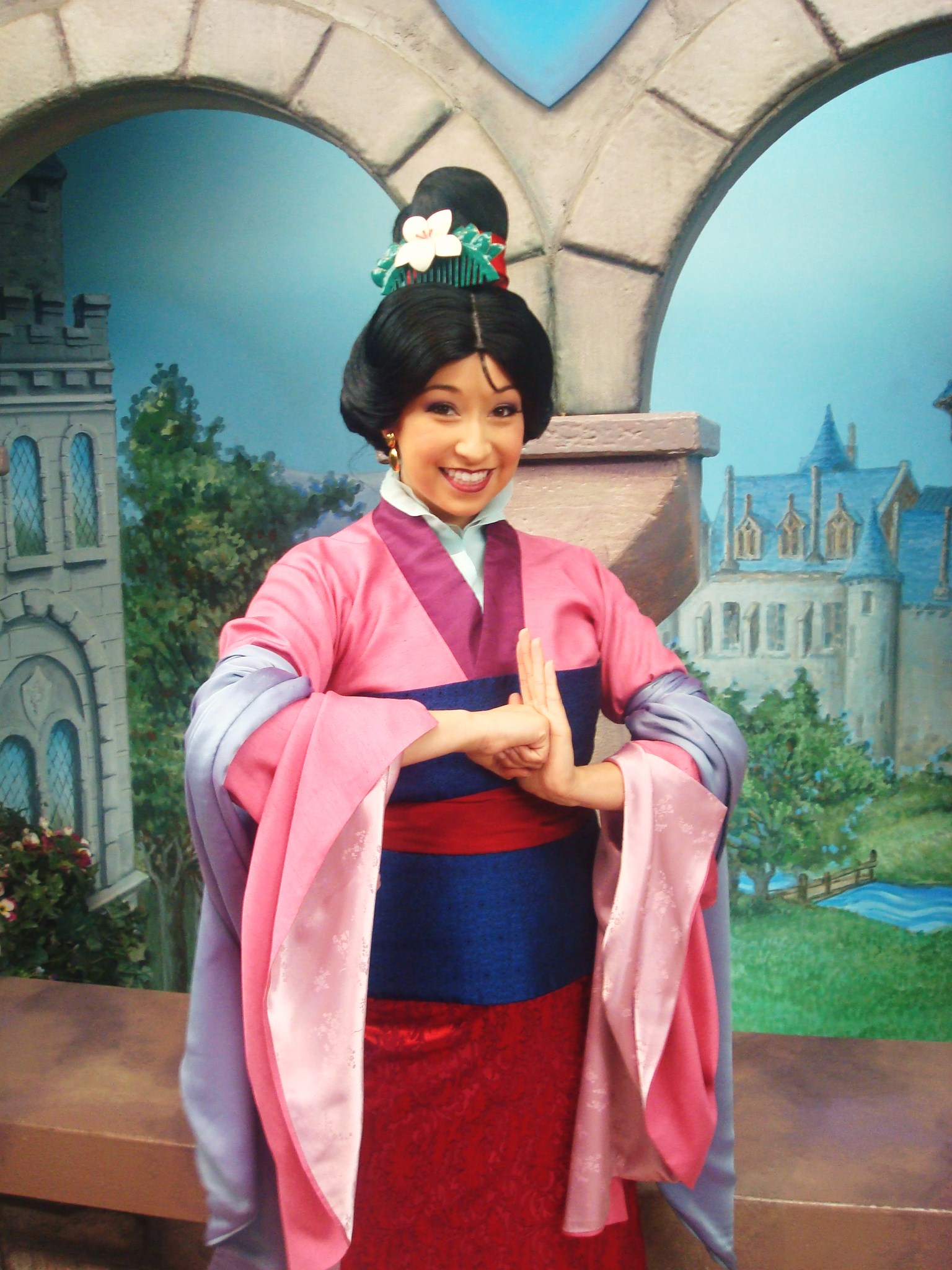
Мулан у парку розваг Діснейленд в Каліфорнії.

### Культурне значення та відзнаки
Мулан визнана культурно завдяки своїй унікальній ролі та служить відходом від традиційних героїнь і принцес Діснея, оскільки вона «кинула виклик гендерним стереотипам і стала «однією з небагатьох сильних, самодостатніх персонажок, які є у Діснея». Кеннет Туран з Los Angeles Times помітив, що роль Мулан у фільмі «незалежної, не зовсім божевільної героїні є дещо новою для Діснея». За словами Сари Віл з The Jakarta Post, Мулан «сприяє впевненості в собі, рішучості і не цікавиться шлюбом чи романом... фільм закінчується тим, що вона рятує свою країну, а не романтичним рішенням». Прийшовши на зміну небілим принцесам Діснея Жасмін і Покахонтас, характеристика Мулан як першої східноазійської принцеси Діснея допомогла в диверсифікації франшизи «Принцеси Діснея», представивши «принцес Діснея»... зображених жінками кольору».